# Kościół św. Jakuba w Rozdzielu
Kościół św. Jakuba Apostoła w Rozdzielu – zabytkowa, gotycka, drewniana świątynia rzymskokatolicka z XV wieku. Przebudowana w 1563 przez Zygmunta Augusta. Znajduje się we wsi Rozdziele, w powiecie bocheńskim w województwie małopolskim. Jest kościołem filialnym parafii św. Mikołaja biskupa w Żegocinie w diecezji tarnowskiej.

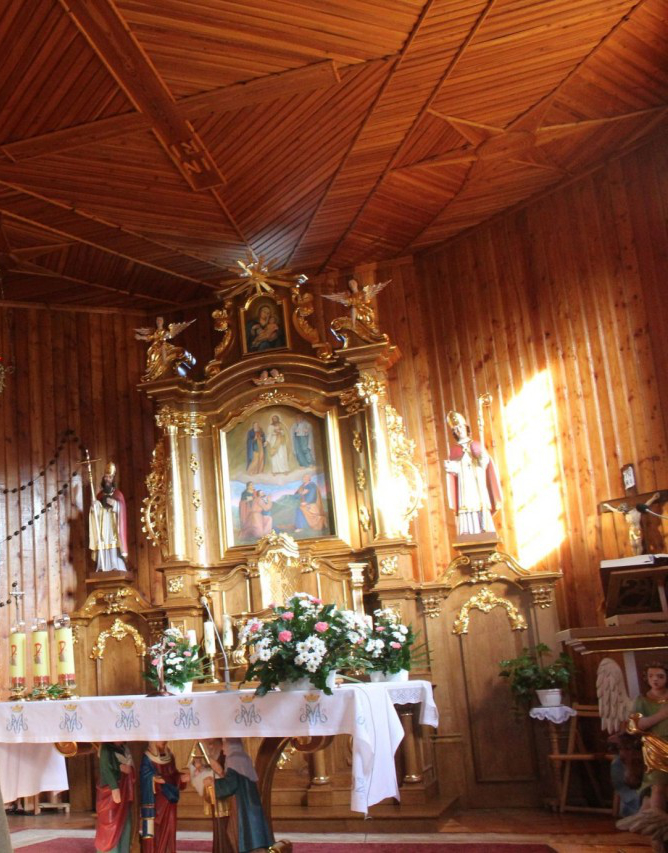
Wnętrze kościoła w Rozdzielu – prezbiterium

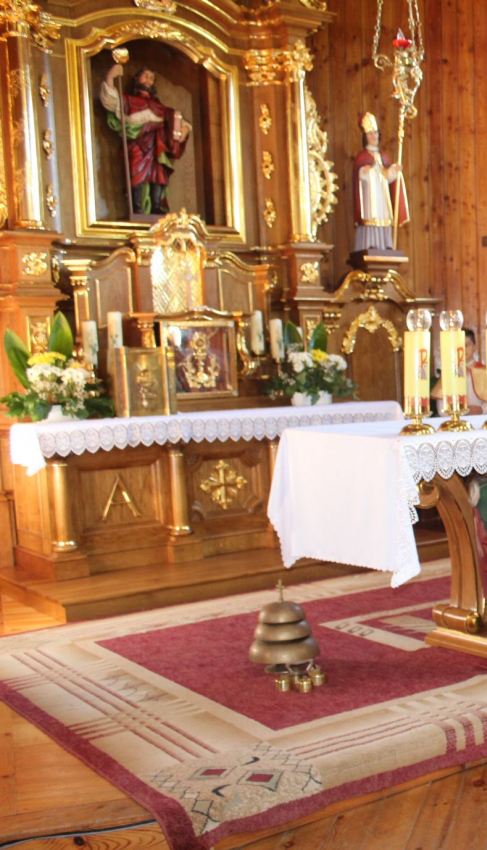
Ołtarz główny w kościele w Rozdzielu z rzeźbą św. Jakuba Apostoła

## Historia kościoła
Świątynia została wzniesiona w końcu XV wieku w Królówce. Stanowiący własność królewską drewniany kościół przebudowano w 1563 roku, z fundacji króla Zygmunta Augusta. Według podań gościli w nim królowie polscy, których własnością była Królówka (m.in. Zygmunt II August oraz Władysław IV Waza, dla którego wybudowano specjalną lożę z okienkiem, która zachowała się do dziś). Nieopodal świątyni stała XVI-wieczna drewniana dzwonnica, którą rozebrano w dwudziestoleciu międzywojennym. Prawdopodobnie kościół ten w 2. poł. XVI w. znajdował się przez dwadzieścia lat w rękach arian. W 1791 roku ochrzczono w nim Kazimierza Brodzińskiego – poetę, prekursora polskiego romantyzmu. W 1850 roku do prezbiterium dobudowano kapliczkę Ogrojcową, w 1876 roku do nawy dostawiono kaplicę, a w latach 1886–1896 przedłużono nawę kościoła. Po latach kościół stał się za ciasny i rozpoczęto budowę nowej świątyni.
W 1947 roku kościół przeniesiono na cmentarz parafialny w Królówce, gdzie miał być muzeum ku czci Kazimierza Brodzińskiego. Potem pojawiły się plany, aby zabytek przenieść do pobliskiej Cichawki, ale ostatecznie zdecydowano przenieść go do Rozdziela. Wszystko to stało się za przyczyną ks. prałata Antoniego Poręby – proboszcza z Żegociny, który wiedział, że parafianie z tego terenu mają daleko do kościoła parafialnego w Żegocinie.
Mieszkańcy Rozdziela w okresach letnich spotykali się na niedzielnych mszach św. w niewielkiej kaplicy. Po uzgodnieniu formalności i za zgodą biskupa rozpoczęto prace na działce po lewej stronie drogi do Laskowej, ofiarowanej bezinteresownie przez Stanisława Marcisza. W 1984 roku postawiono fundamenty. W 1986 roku kościół z Królówki przewiozła i zrekonstruowała grupa cieśli z Rozdziela, pod przewodnictwem Stanisława Parucha. Wnętrze odrestaurowano. Wyposażenie wnętrza pochodzi z różnych okresów i z różnych kościołów. W 1996 roku po zachodniej stronie kościoła założono cmentarz.

## Architektura i wnętrze
Nawę świątyni przykrywa strop płaski z zaskrzynieniami, wsparty na słupach. Kościół oszalowany jest wewnątrz i na zewnątrz. Prezbiterium węższe od nawy, zamknięte trójbocznie. Z lewej strony do prezbiterium przylega zakrystia, a do nawy kaplica św. Józefa z 1876 roku. Nad wejściem głównym chór muzyczny. W kaplicy drugi chór – loża królewska. Od frontu do budowli przylega duża kruchta. W wejściu bocznym ostrołukowy portal z herbem Topór z XV wieku. Dach, o gotyckiej wysmukłości, przykryty jest gontem. Dach na kaplicy tworzy gontowa kopuła zwieńczona wieżą.

### Ołtarze
Ołtarz główny
- rokokowy, z XVII wieku, z figurą św. Jakuba i obrazem „Przemienienie Pańskie” na zasuwie, zrekonstruowany w 2016 roku. Wykonany przez Antoniego Pasionka z Jaworznej.

Ołtarze boczne – pseudobarokowe z końca XIX wieku wykonane w warsztacie Wojciecha Samka w Bochni. Przeniesione z kościoła w Starym Wiśniczu i odnowione w 2016 roku.
- ołtarz boczny prawy – z obrazem Jezusa Miłosiernego.

- ołtarz boczny lewy – z obrazem Matki Bożej z dzieciątkiem Jezus z 1860 roku, namalowany przez Jana Stankiewicza w Oświęcimu.

Ołtarz w kaplicy bocznej
- neogotycki ołtarz z XVII wieku, przeniesiony z kościoła Najświętszego Serca Pana Jezusa w Nowym Sączu.

### Wyposażenie
Większość wyposażenia kościoła w Rozdzielu pochodzi z XXI wieku, gdyż stare nie zachowało się lub pozostało w nowym kościele Królówce. Jest jednak kilka elementów przeniesionych z innych kościołów. Najstarsze elementy wyposażenia to:
- renesansowe chrzcielnica i kropielnica z 1540 roku, zrekonstruowana przez miejscowego kamieniarza Jana Stacha w 1987 roku.
- stacje Męki Pańskiej z XVII wieku, znalezione na starej plebanii w Żegocinie.
- konfesjonał z XVIII wieku przeniesiony z Trzciany, dwukrotnie spowiadał w nim ks. Karol Wojtyła – wikary z Niegowici, późniejszy papież Jan Paweł II.
- detale ciesielskie z XV wieku, m.in. portal ciesielski z herbem Topór.

## Otoczenie
Kościół otacza dość duży plac kościelny, który jest ogrodzony stylizowanym ogrodzeniem, nawiązującym do kościoła. Na placu kościelnym znajduje się pomnik – kamienny obelisk ku czci ks. prałata Antoniego Poręby, z którego inicjatywy przeniesiono ten kościół. Za kościołem, od strony północnej znajduje się grota z figurą NMP z Lourdes.

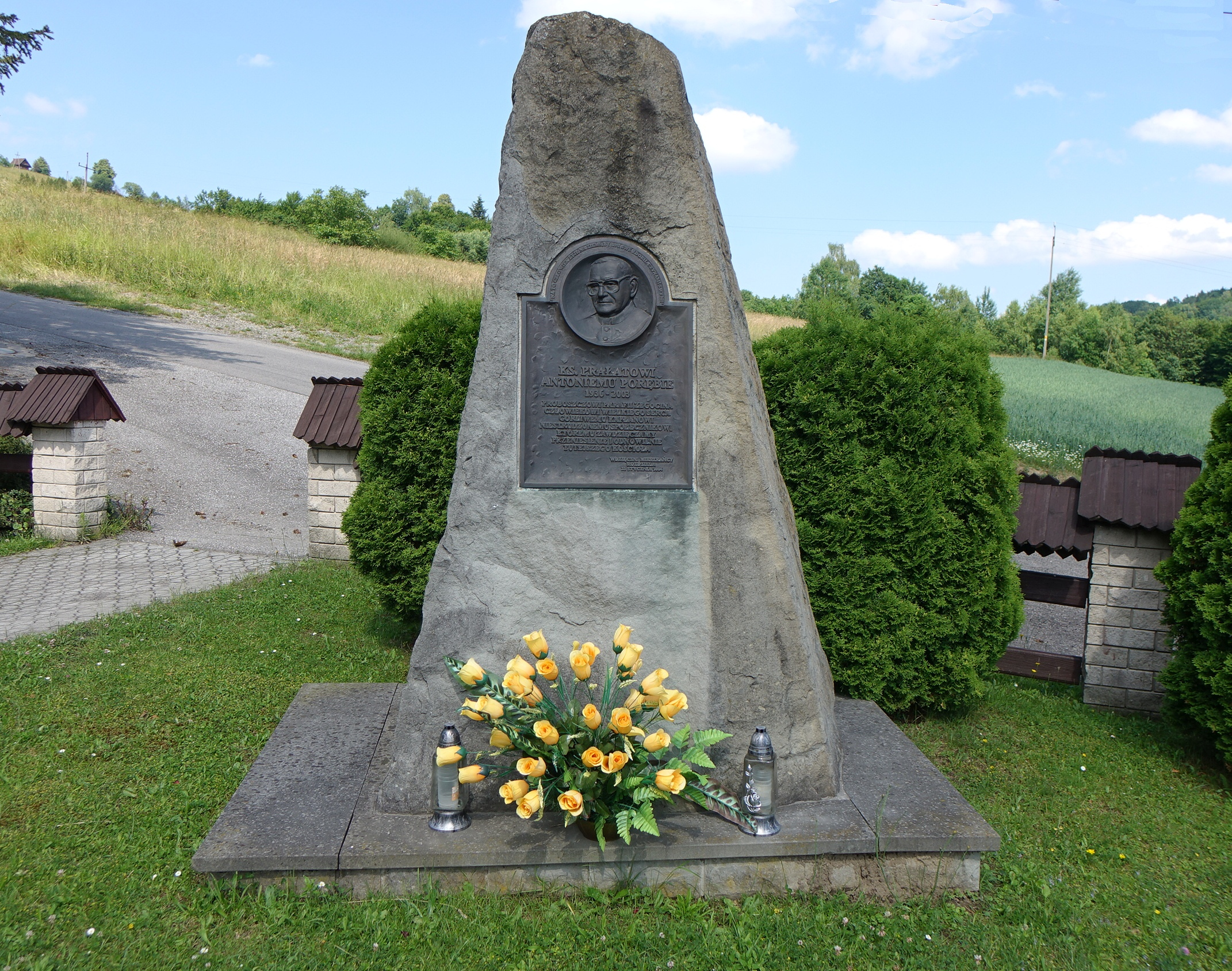
Pomnik ks. prałata A. Poręby
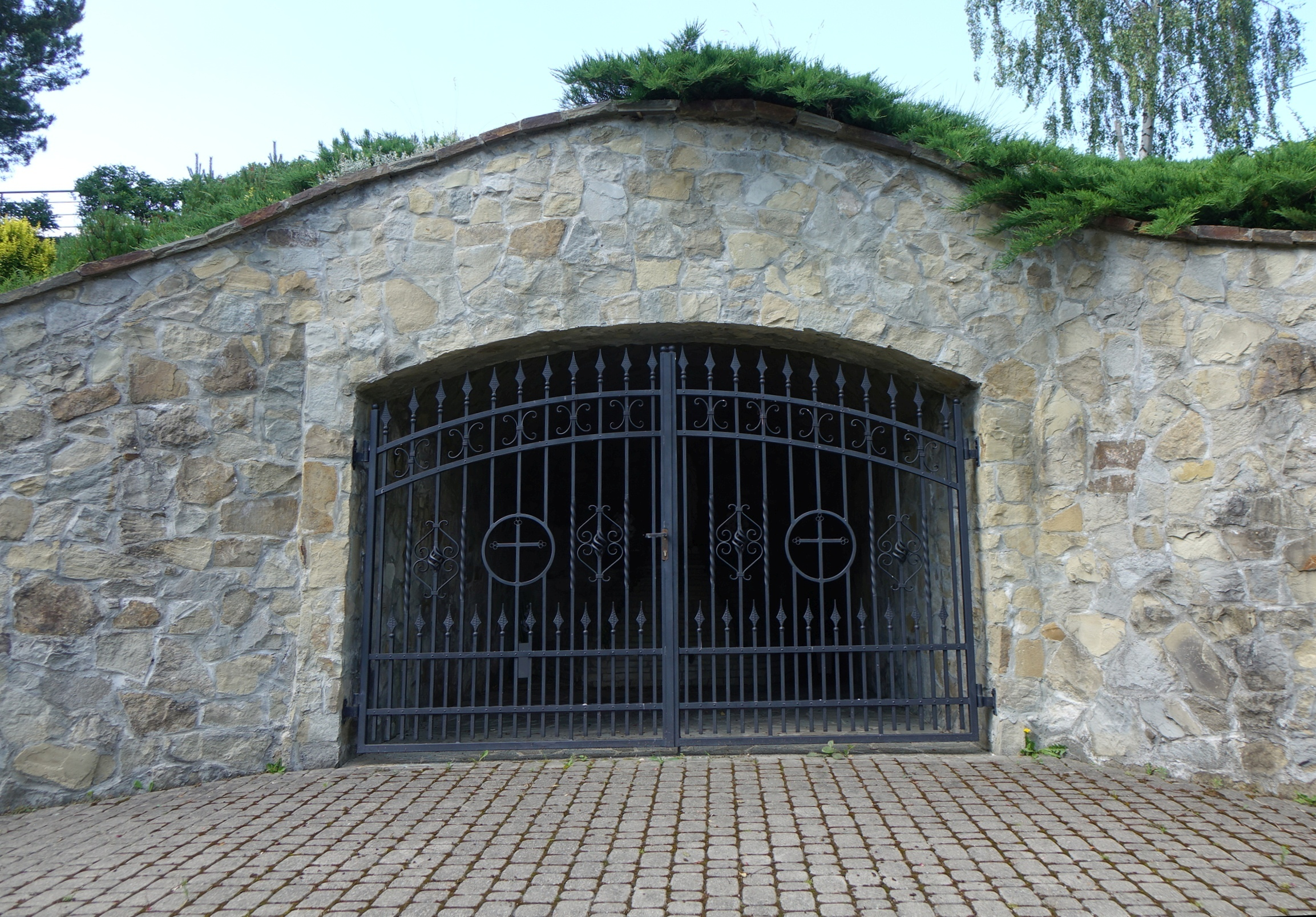
Grota Matki Bożej z Lourdes
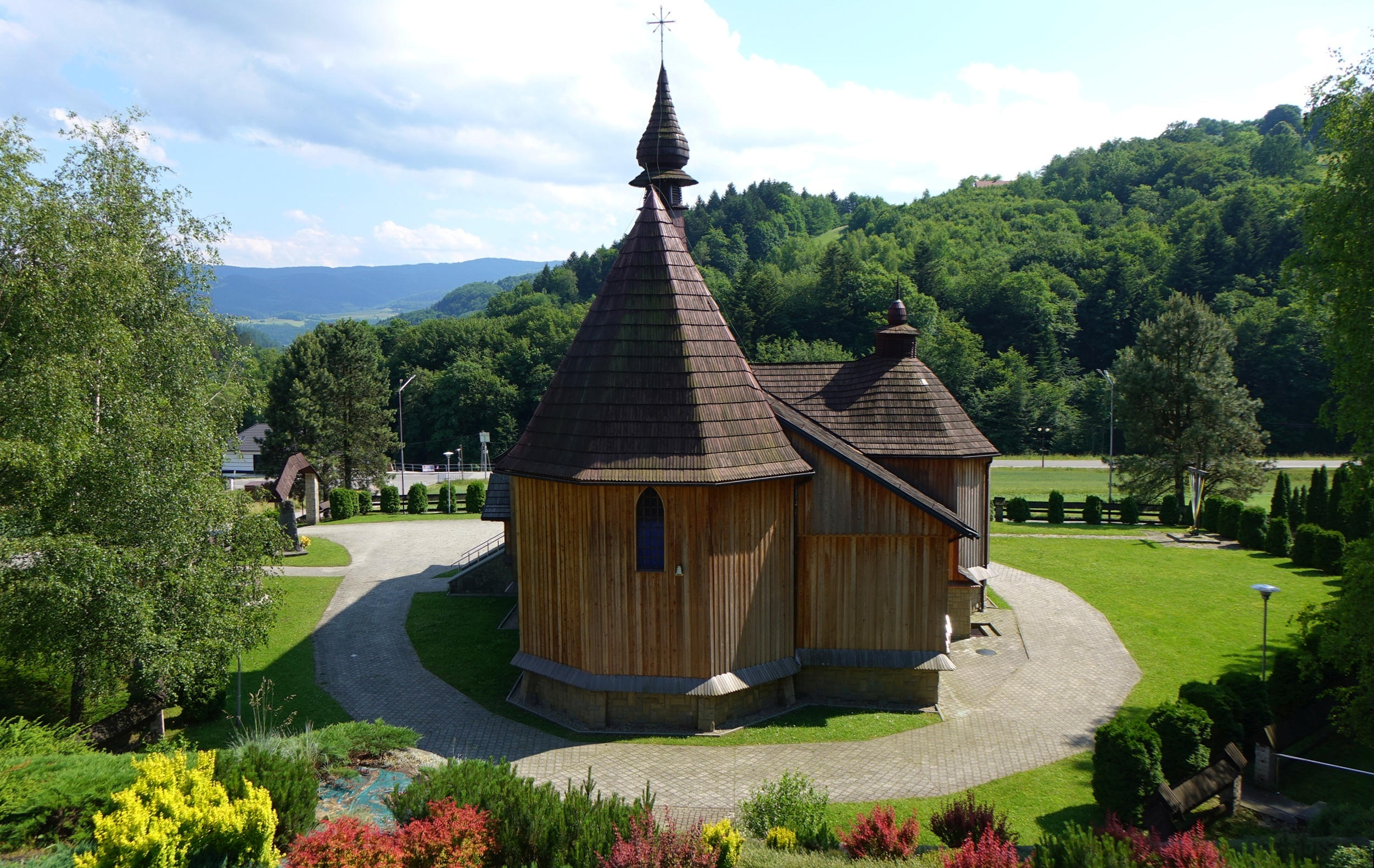
Widok od północy
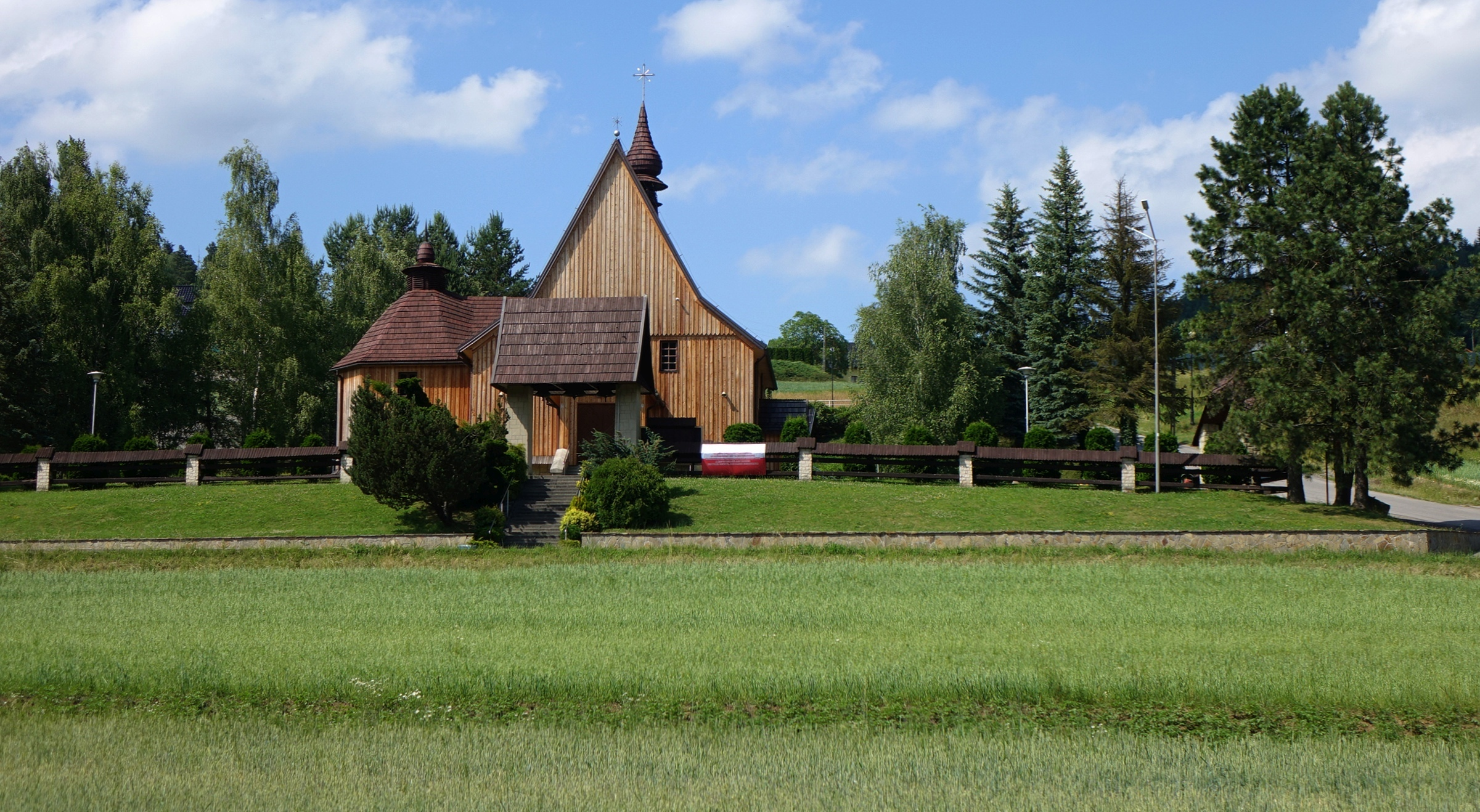
Widok od południa
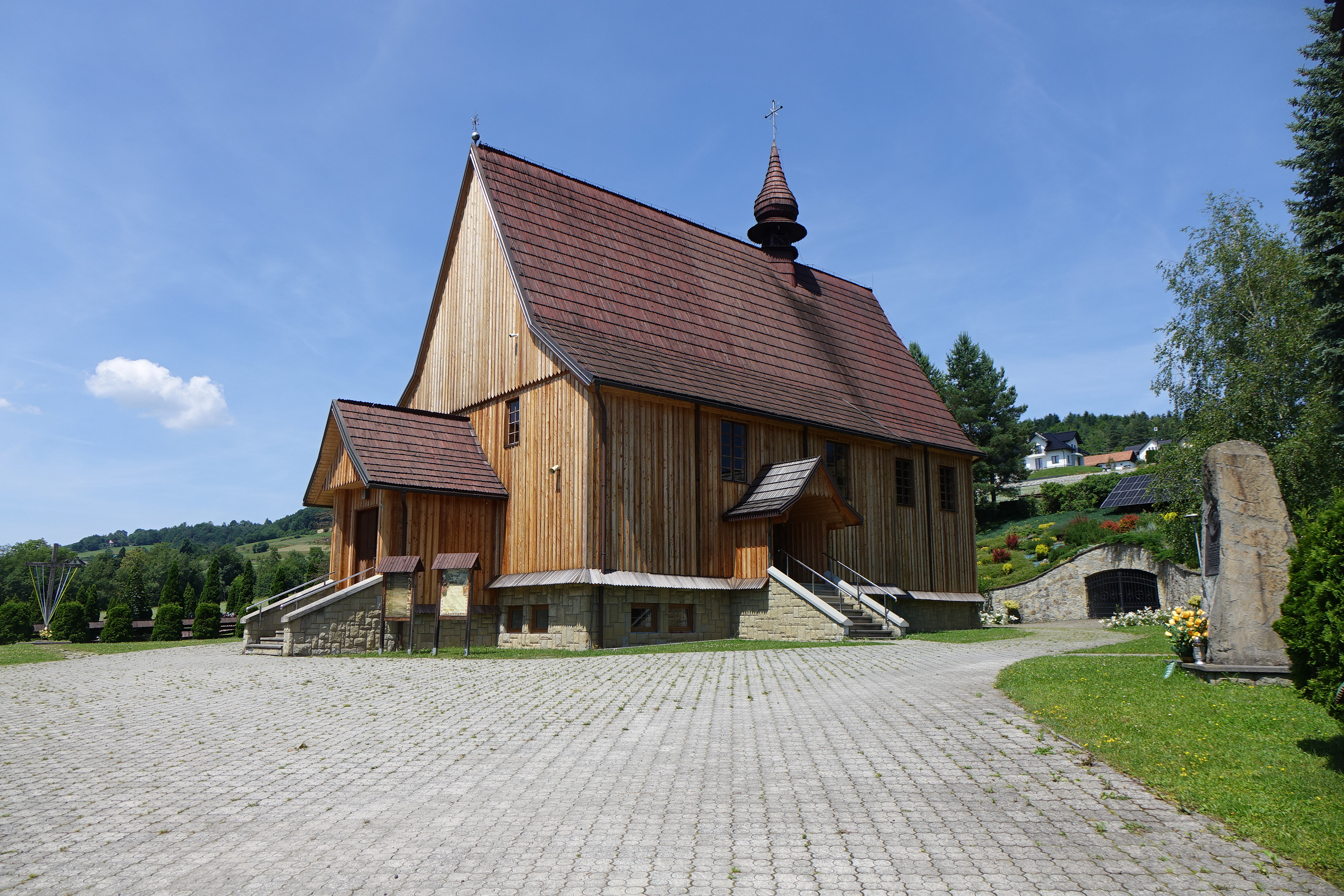
Od strony bramy wejsciowej